# Virtual-Hard-Disk-Format
Das Virtual-Hard-Disk-Format (kurz VHD-Format, aus englisch Virtual Hard Disk für virtuelle Festplatte) ist ein Container-Dateiformat und hat in der Regel die Dateierweiterung .vhd. Es wurde ursprünglich von der Firma Connectix für den Virtual PC und Virtual Server entwickelt, seit dessen Übernahme von der Firma Microsoft weiterentwickelt und ab Windows 7 direkt im Betriebssystem unterstützt.

## Technische Einzelheiten
Virtuelle Festplatten im VHD-Format können ab Windows 7 über die dort enthaltene Datenträgerverwaltung und mit dem Kommandozeilenprogramm Diskpart entweder mit einer festen oder einer dynamisch wachsenden Größe angelegt werden. Die maximale Größe für dynamische und differentielle VHDs beträgt 2 Tebibyte (rund 2,2 Terabyte), die maximale Größe von VHDs fester Länge ist an sich nicht limitiert, in der Praxis jedoch durch die maximale Dateigröße von 16 Tebibyte (rund 17,6 Terabyte) je Datei (bei NTFS) begrenzt. Bei der dynamischen Größe wird beim Erzeugen lediglich die maximale Größe festgelegt, welche die Containerdatei nicht überschreiten darf. Bei der festen Größe wird die Datei exakt so groß wie beim Erzeugen angegeben – wobei es keine Rolle spielt, ob sie tatsächlich mit Daten gefüllt ist oder nicht.
Mit Windows 8 und Windows Server 2012 wurde das Dateiformat als „VHDX“ erweitert und kann nun mit Festplattenabbildern mit einer maximalen Größe von bis zu 64 Tebibyte (rund 70 Terabyte) umgehen. Auch der Explorer wurde entsprechend erweitert, damit direkt auf derartige Speicherabbilder zugegriffen werden kann.
Der größte Nachteil ist, dass eine dynamisch wachsende oder differentielle Festplatte im Nachhinein (mit Windows-Bordmitteln) nicht erweitert oder verkleinert werden kann. Lediglich eine Festplatte mit fester Größe kann nachträglich erweitert werden. Dafür stehen jedoch externe Werkzeuge (wie z. B. der VHD Resizer) zur Verfügung. Zudem können die Daten auch manuell in größere oder kleinere (virtuelle) Festplatten umkopiert und so quasi deren Größe geändert werden, was jedoch sehr zeitaufwändig sein kann.

## Unterstützung
Das Dateiformat wird neben virtuellen Maschinen wie Virtual PC und Virtual Server oder Betriebssystemen wie Windows 7 auch von Windows Server 2008 und dem Windows Automated Installation Kit unterstützt, sowie von vielen anderen (zum Teil auch freien Programmen), wie beispielsweise VirtualBox, Xen oder 7-Zip.
Das VHD-Format soll als Standard-Dateiformat – allgemein für Speicherabbilder und besonders etwa auch für Datensicherungen – in das Virtualisierungs-Portfolio von Microsoft aufgenommen und verbreitet werden.
Mit dem Programm Disk2VHD von Windows Sysinternals können die Daten von physischen Festplatten in virtuelle Festplatten(abbilder) übertragen werden, um diese beispielsweise in VirtualBox einbinden und so ganze Rechner migrieren zu können.